# Fado Maior
Fado Maior este primul album de studio al cântăreței portugheze Katia Guerreiro. A fost lansat în 2001 de casa de discuri Ocarina.
Evidențiind temele „Asas” (în ro: Aripi), „Algemas”, „Amor de mel, amor de fel”, „As rosas / promessa”, „Avé Maria” și „Incerteza” care aveau să intre în componența compilației lansate în 2010 numită 10 Anos - Nas Asas Do Fado (în ro: 10 ani - Pe aripile fadoului.

## Piese
1. „Asas” (Maria Luisa Baptista / Georgino de Sousa (fado Georgino)) - (3:30)
2. „Algemas” (Álvaro Duarte Simões) - (3:23)
3. „Amor de mel, amor de fel” (Amália Rodrigues / Carlos Gonçalves) - (3:08)
4. „As rosas / promessa” (Sophia Mello Breyner / João Mário Veiga) - (2:03)
5. „Guitarra triste” (Álvaro Duarte Simões) - (2:47)
6. „Avé Maria” (Fernando Pessoa / João Mário Veiga) - (3:37)
7. „Incerteza” (João Mário Veiga / Miguel Ramos (fado alberto)) - (2:00)
8. „Asa de vento” (Amália Rodrigues / Carlos Gonçalves) - (3:23)
9. „É noite na mouraria” (José Maria Rodrigues / António Mestre) - (2:25)
10. „Minha Lisboa de mim” (Nuno Gomes dos Santos / Silvestre Fonseca) - (3:49)
11. „A Mariquinhas vai à fonte” (Maria Manuel Cid / Música popular) - (2:24)
12. „Esquina de um tempo” (Maria Luisa Baptista / Paulo Parreira e Katia Guerreiro) - (3:00)